# ولتاژ آستانه

نتیجه شبیه‌سازی برای تشکیل وارونگی کانال (تراکم الکترونی) و دستیابی به ولتاژ آستانه (IV) در یک نانوسیم ماسفت. توجه داشته باشید که ولتاژ آستانه این قطعه در حدود ۰٫۴۵ ولت است.

ولتاژ آستانه (به انگلیسی: threshold voltage) معمولاً به عنوان Vth، یک ترانزیستور اثر میدان (FET)، حداقل ولتاژ گیت به سورس ولتاژ آستانه گیت-سورس (th)VGS است که برای ایجاد یک مسیر هادی بین پایانه‌های سورس و درین مورد نیاز است. این یک عامل مهم برای مقیاس‌بندی برای حفظ بازدهی توان است.
هنگام مراجعه به ترانزیستور اثر میدان پیوندی (JFET)، معمولاً به‌جای ولتاژ آستانه به آن «ولتاژ پینچ-آف» یا «ولتاژ گرفتگی» گفته می‌شود. این مسئله تا حدی گیج کننده است زیرا از پینچ-آف (گرفتگی) در ترانزیستور اثر میدان با گیت عایق‌شده (IGFET) به گرفتگی کانال اشاره به این دارد که منجر به رفتار اشباع جریان تحت بایاس سورس-گیت بالا می‌شود، حتی اگر جریان هرگز خاموش نشود. برخلاف گرفتگی، اصطلاح ولتاژ آستانه واضح است و در هر ترانزیستور اثر میدانی به همان مفهوم اشاره دارد.

## اثر بدنه
اثر بدنه تغییر در ولتاژ آستانه با مقداری تقریباً برابر با تغییر ولتاژ سورس-بدنه {\displaystyle V_{SB}} است. زیرا بدنه بر ولتاژ آستانه تأثیر می‌گذارد (هنگامی که به سورس وصل نشده باشد). می‌توان از آن به عنوان گیت دوم یاد کرد و گاهی از آن به عنوان گیت پشتی (به انگلیسی: back gate) نیز یاد می‌شود و بر این اساس اثر بدنه را گاهی اثر گیت پشتی می‌نامند.
برای حالت تقویت‌کننده ان‌ماس ماسفت، اثر بدنه بر روی ولتاژ آستانه مطابق مدل شیچمن-هاجز محاسبه می‌شود، که برای گره‌های فرایند قدیمی‌تر دقیق است،  با استفاده از معادله زیر:
{\displaystyle V_{TN}=V_{TO}+\gamma \left({\sqrt {\left|V_{SB}+2\phi _{F}\right|}}-{\sqrt {\left|2\phi _{F}\right|}}\right)}
در این‌جا 
{\displaystyle V_{TN}} ولتاژ آستانه هنگامی که بایاس زیرلایه وجود دارد،
{\displaystyle V_{SB}} بایاس زیرلایه سورس به بدنه،
{\displaystyle 2\phi _{F}} پتانسیل سطح، 
{\displaystyle V_{TO}} ولتاژ آستانه برای بایاس زیرلایه صفر،
{\displaystyle \gamma =\left(t_{ox}/\epsilon _{ox}\right){\sqrt {2q\epsilon _{\text{Si}}N_{A}}}} پارامتر اثر بدن،
{\displaystyle t_{ox}} ضخامت اکسید،
{\displaystyle \epsilon _{ox}} گذردهی اکسید،
{\displaystyle \epsilon _{\text{Si}}} گذردهی سیلیسیم،
{\displaystyle N_{A}} غلظت آلایش،
{\displaystyle q} بار الکترون است.

## وابستگی به تغییر تصادفی آلایش
تغییر تصادفی آلایش (آردی‌اف) نوعی تغییر فرایندی است که ناشی از تغییر در غلظت ناخالصی کاشته شده‌است. در ترانزیستورهای ماسفت، آردی‌اف در ناحیه کانال می‌تواند خواص ترانزیستور، به ویژه ولتاژ آستانه را تغییر دهد. در فناوری‌های جدید فرایند، آردی‌اف تأثیر بیشتری دارد زیرا تعداد کل آلایش‌ها کمتر است.
به منظور از بین بردن تغییر ناگهانی که منجر به تغییر ولتاژ آستانه بین قطعات تحت همان فرایند تولید می‌شود، کارهای تحقیقاتی در حال انجام است.